# 釧路運輸車両所
釧路運輸車両所（くしろうんゆしゃりょうじょ）は、北海道釧路市喜多町2番16号にある北海道旅客鉄道（JR北海道）の車両工場・車両基地および、運転士・車掌が所属している組織である。釧路運輸所（釧路車掌所と釧路運転所が合併）と釧路車両所（工場部門）が合併して誕生した。
2004年（平成16年）3月改正で花咲線運輸営業所から運転業務（運転士・交番）を移管し、根室本線釧路 - 根室間（通称・花咲線）の運転業務を受け持つようになった。

## 車両部門

### 配置車両
主に、釧網本線・根室本線で運用される気動車のほか、特急「おおぞら」系統で運用される気動車が配置される。
2025年（令和7年）4月1日現在の所属車両は以下のとおり。
所属車両の車体に記される略号は、旅客車が「釧クシ」（釧＝釧路支社、クシ＝釧路の旧電報略号）、機関車が「釧」（＝釧路）である。
| 気動車 | 機関車 | 客車 | 合計 |
| ------ | ------ | ---- | ---- |
| 72両   | 4両    | 9両  | 85両 |

#### 蒸気機関車
C11形蒸気機関車（1両）
動態保存の1両(171)が配置されている。主に「SL冬の湿原号」に使用される。

#### ディーゼル機関車
DE10形ディーゼル機関車（3両）
1500番台の3両(1660・1661・1690)が配置されている。
- このうち1660・1661は「ノロッコ号」牽引用として専用塗色を配する。
- 秋は「砂撒き」として釧路から斜里を毎日1往復する。
- 構内入替用として使用される。

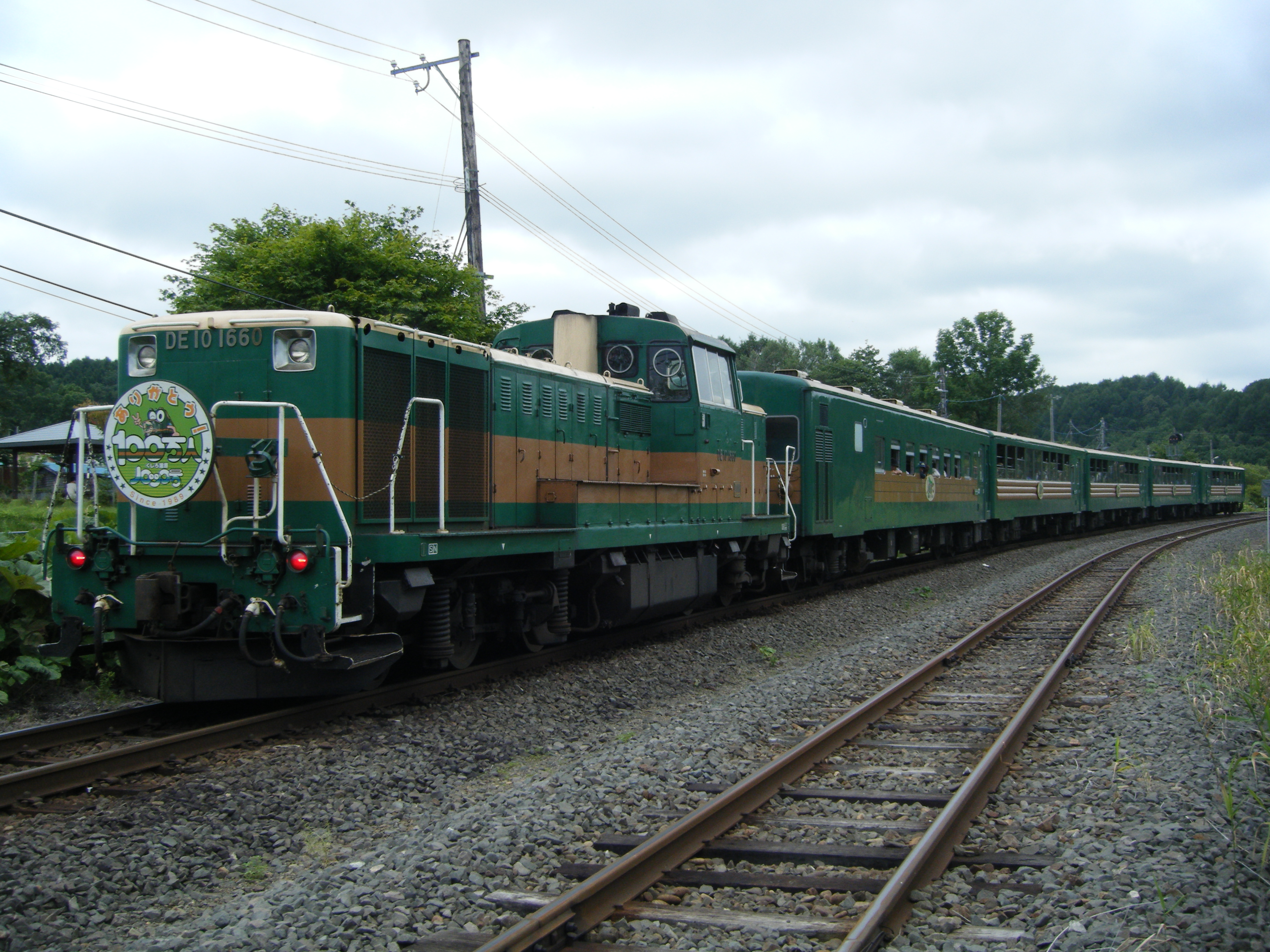
DE10 1660 「ノロッコ号」牽引用

#### 気動車
キハ261系気動車（27両）
ST-1100編成が2両編成5本(ST-1119 - 1123)、ST-1200編成が2両編成5本(ST-1219 - 1223)、キハ260形1300番台が7両(1339 - 1345)の計27両が配置されている。特急「おおぞら」に充当。
- キハ260形1300番台の5両(1339 - 1343)は、2022年3月に札幌運転所より転入された。

キハ54形気動車（14両）
500番台の14両(507・508・514 - 518・521・522・525・526）が配置されている。7両(507・508・514・516・518・521・525)は転換クロスシート装備車で、そのうち2両(507・508)は2017年（平成29年）に「流氷物語」として塗装が変更されている。また、1両(522)は2012年（平成24年）より「ルパン三世」のラッピングが施されている。
- 2025年3月5日付で、3両(519・523・524)が旭川運転所に転属した。

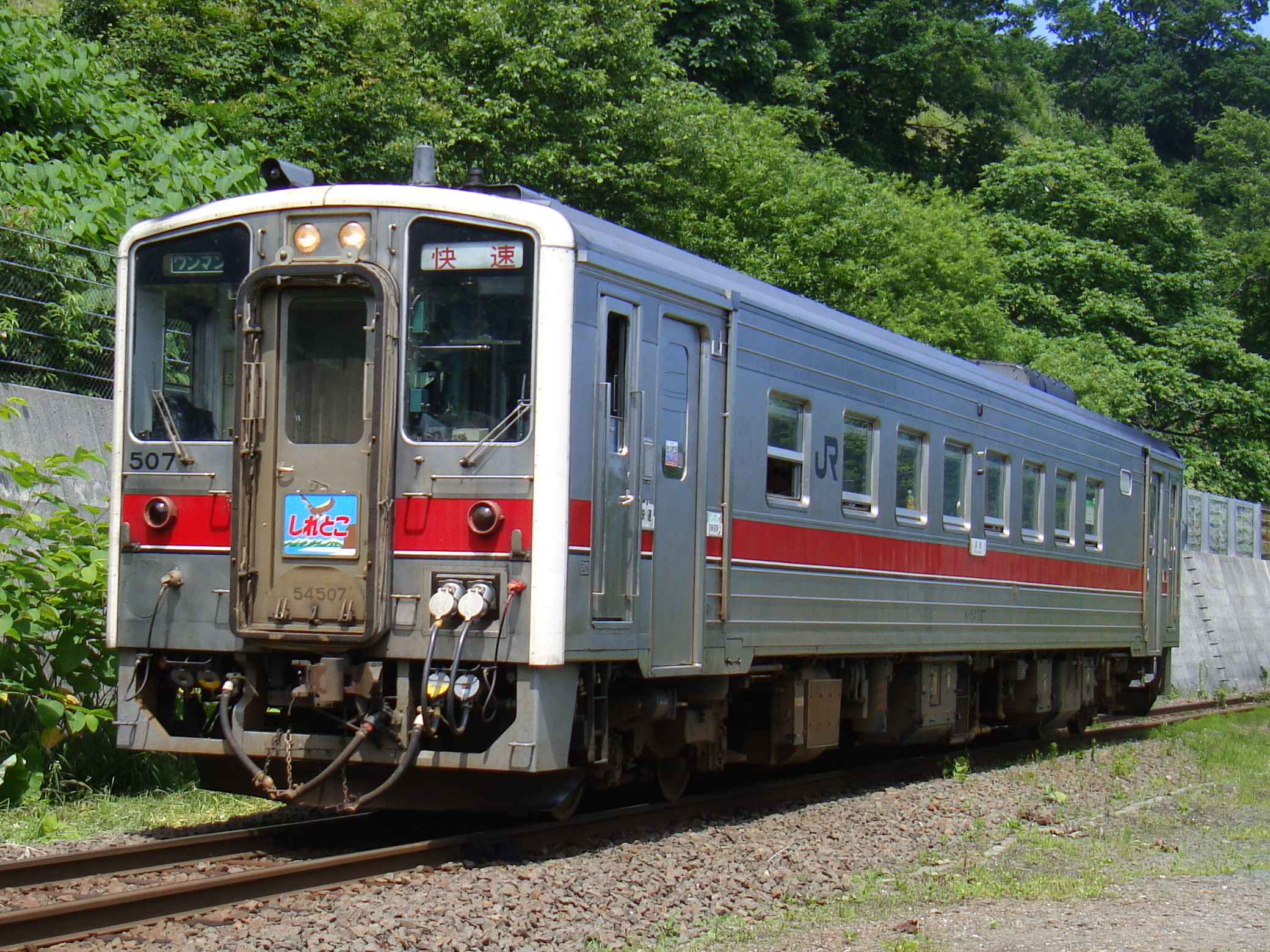
キハ54形500番台

キハ143形気動車（4両）
100番台の1両(104)と、150番台の3両(154・156・157)が配置されている。いずれも冷房改造車。
- 2023年10月8日・19日付で8両（100番台の3両(102 - 104)と150番台の5両(152 - 154・156・157)）が苫小牧運転所より転入した。
- 2024年9月25日付で4両（100番台の2両(102・103)と150番台の2両(152・153)）が苗穂運転所に転出した。

H100形気動車（26両）
30両(44 - 67・82・83・96 - 99)が配置されている。うち2両(82・83)は北海道高速鉄道開発保有車である。
- 2022年度に2両(82・83)が旭川運転所から転入し、2両(68・69)が旭川運転所へ転出している。2023年度には2両(44・45)が苫小牧運転所より転入している。

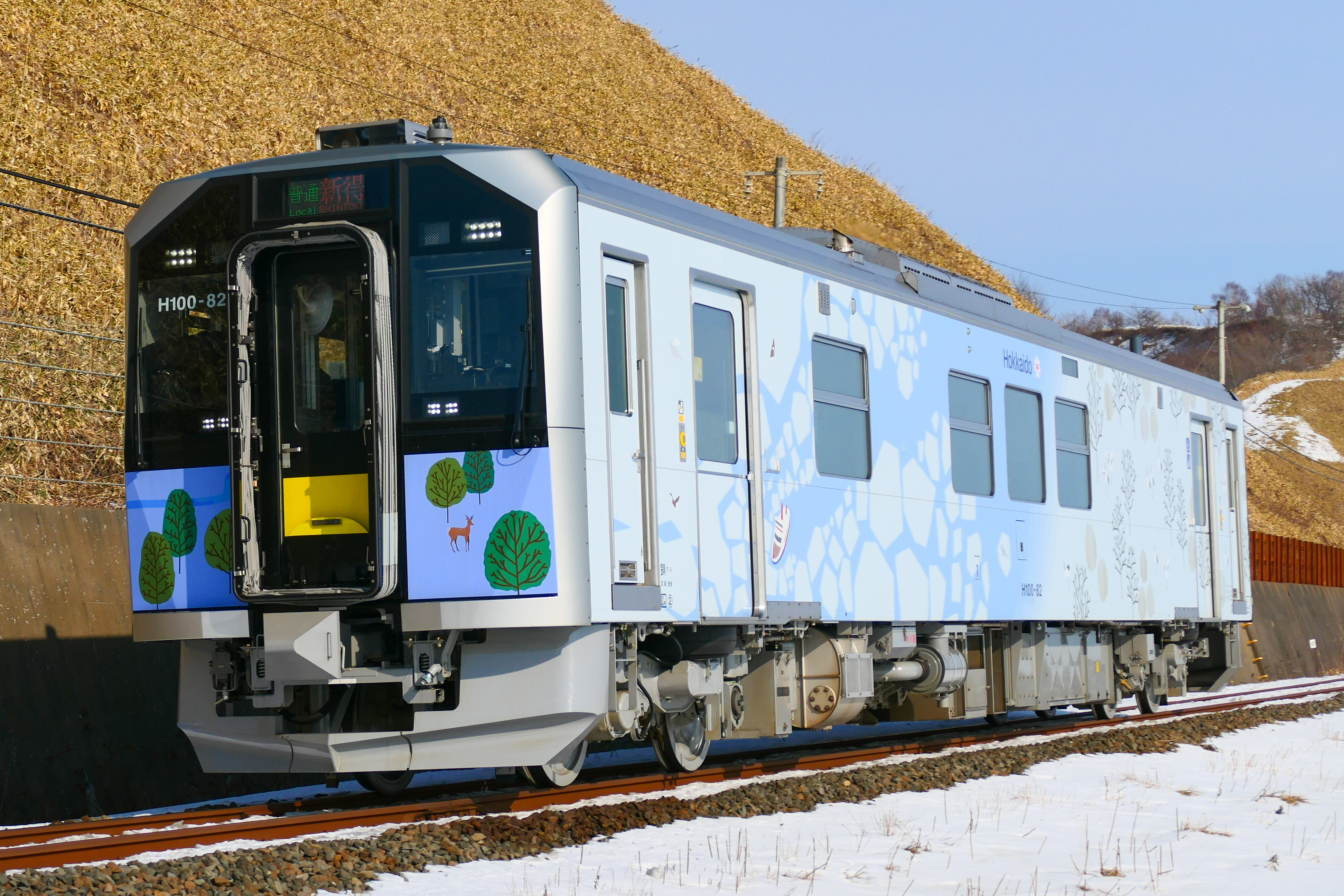
H100-82

#### 客車
14系（4両）
スハフ14形2両(505・507)、オハ14形2両(519・526)が配置されている。スハフ14 507、オハ14形2両は2018年（平成30年）11月23日付で、スハフ14 505は同年12月29日付で旭川運転所から転属した。
- 後述のスハシ44形1両を組み込んだ5両編成を組み、「SL冬の湿原号」で運用されている。

スハシ44形（1両）
1両(1)が配置され、前述の14系客車と編成を組んでいる。2018年11月23日付で旭川運転所から転属した。
510系客車（4両）
オハテフ500形1両(51)、オクハテ510形1両(1)、オハ510形1両(1)、オハテフ510形1両(1)の計4両が配置されている。
- トロッコ列車「くしろ湿原ノロッコ号」などで運用されている。
- オハテフ510-2も配置されていたが、2018年6月5日に旭川運転所へ転属した。

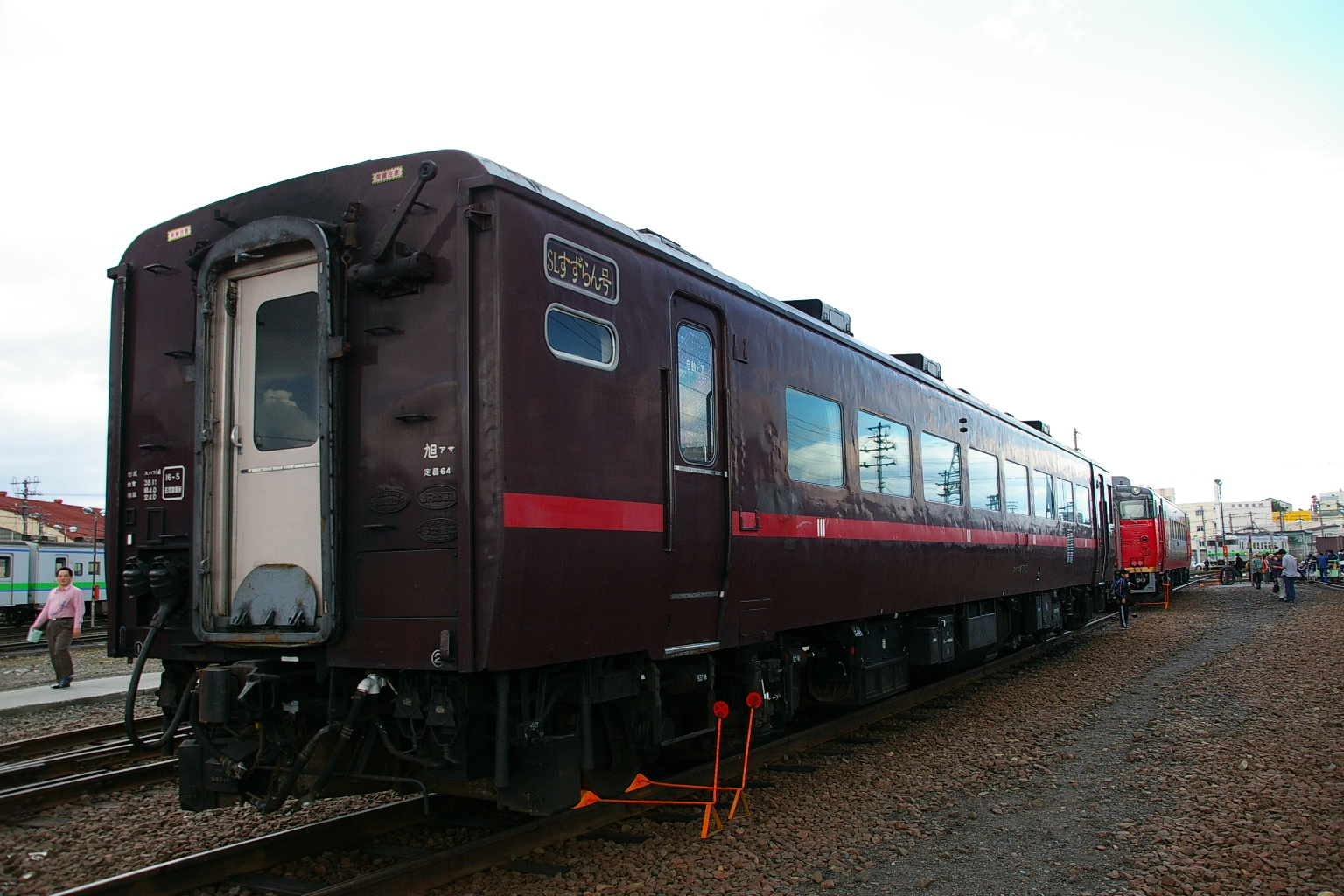
スハフ14 505 SL列車用
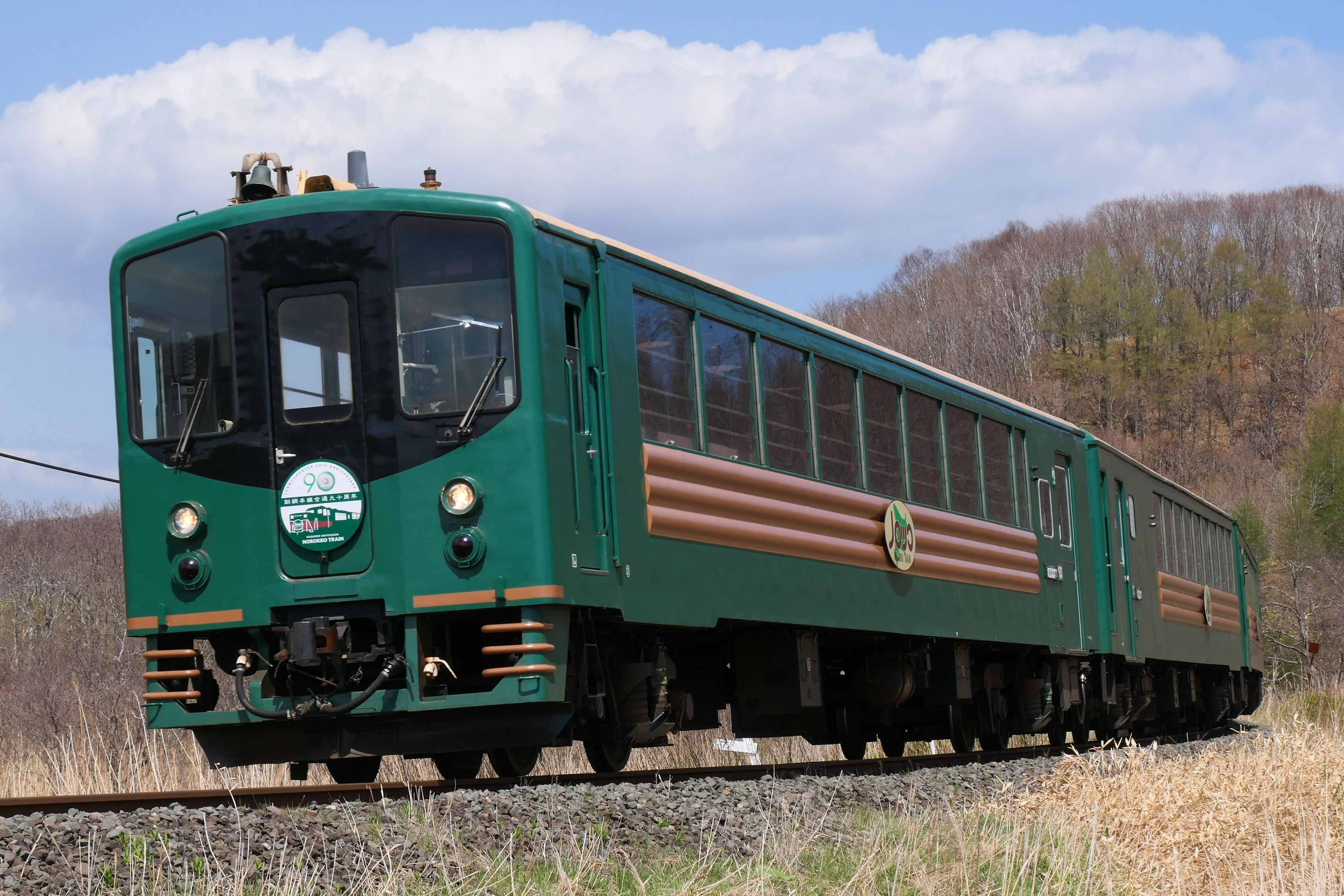
510系客車 釧路湿原ノロッコ号

### 過去の所属車両

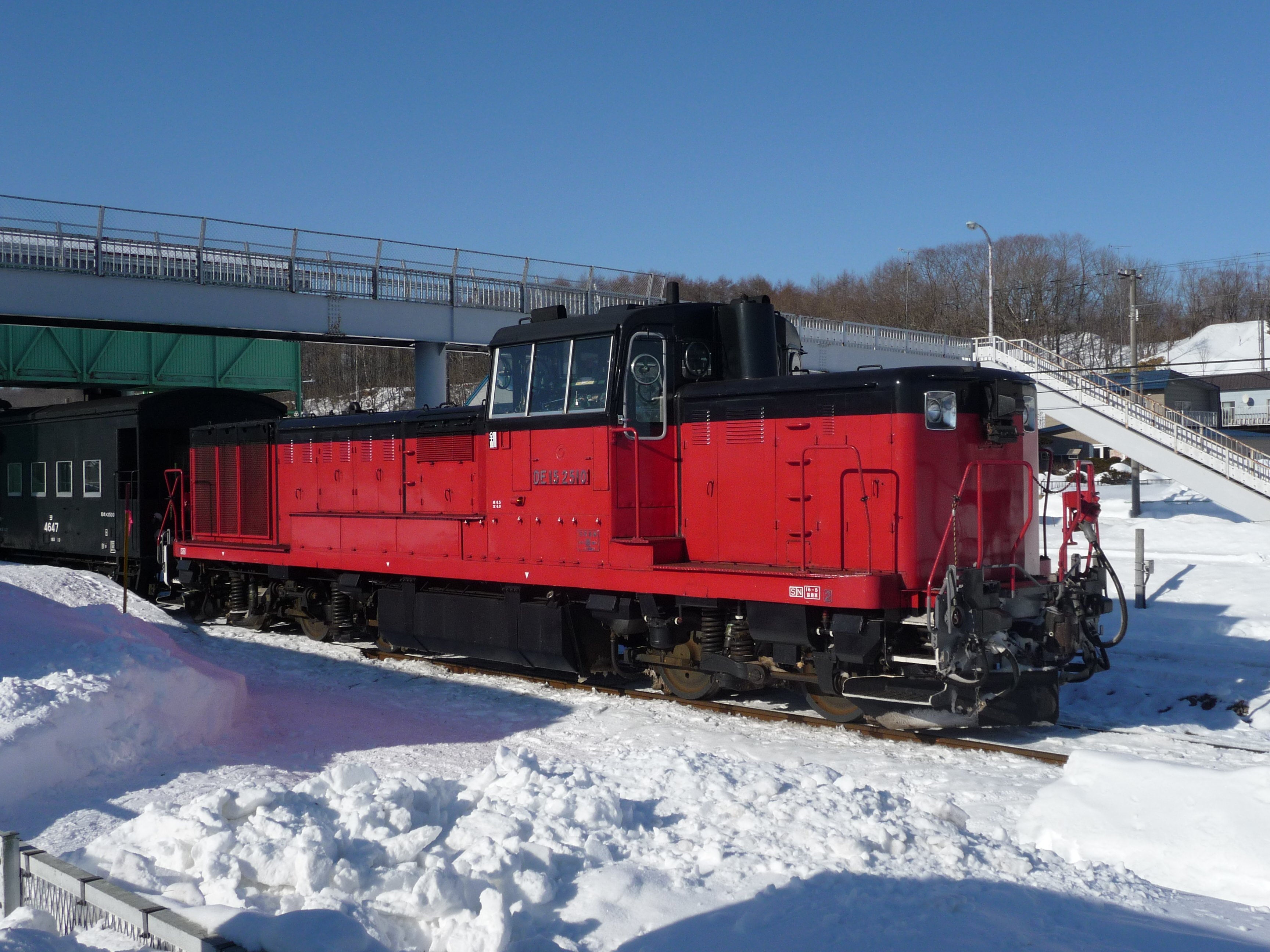
DE15 2510 「湿原号」塗色
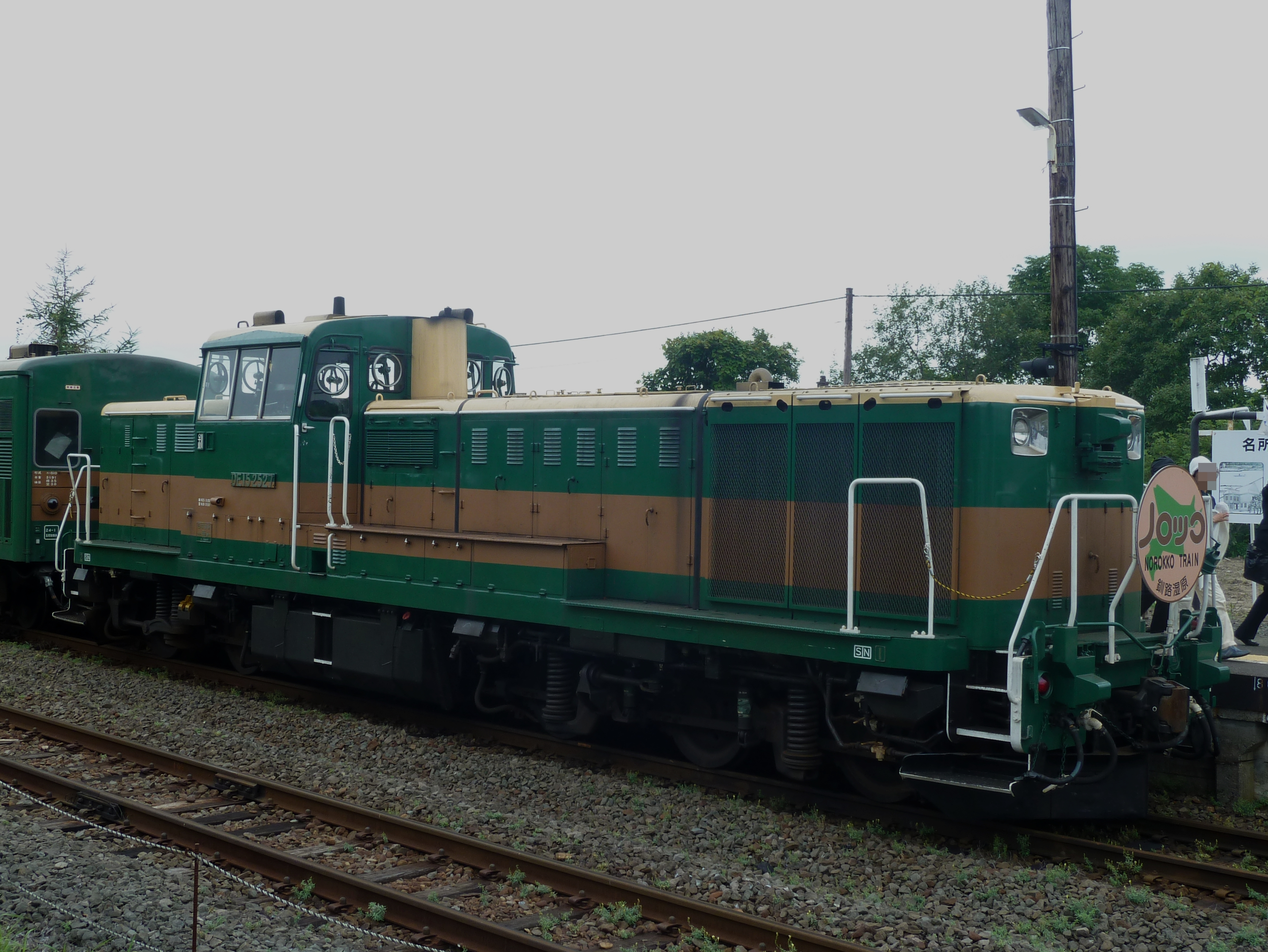
DE15 2527 「ノロッコ号」塗色

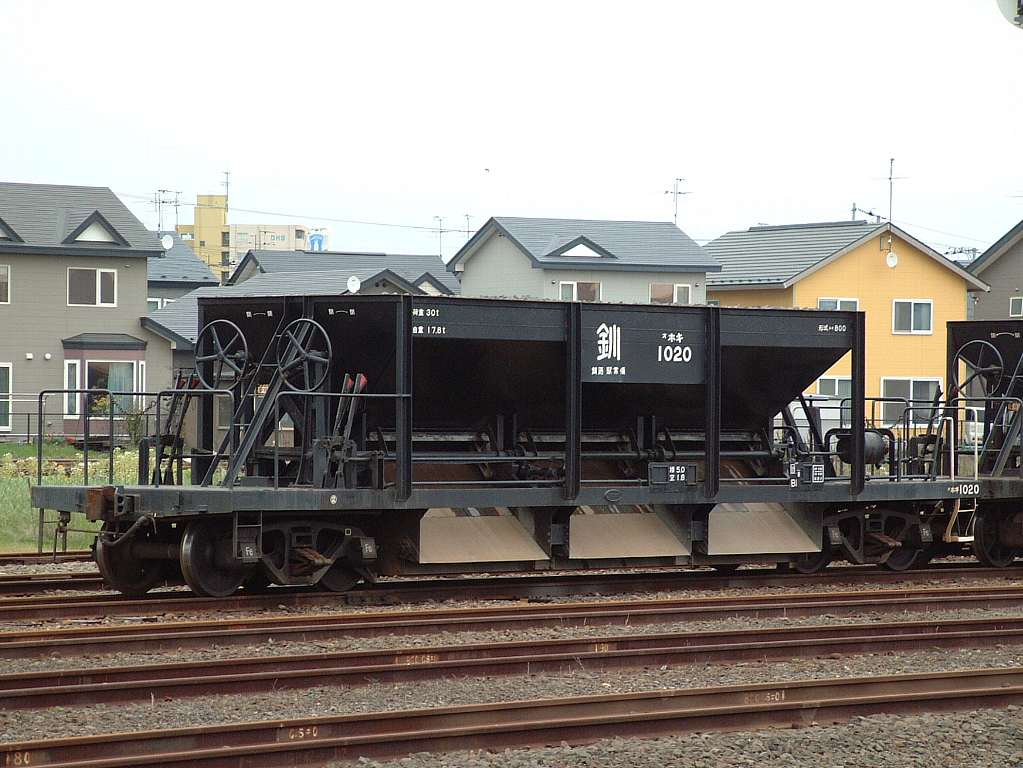
ホキ1020 バラスト輸送用ホッパ車

キハ183系
特急「おおぞら」等用として在籍し、2階建車両であるキサロハ182形550番台も在籍した。2001年（平成13年）7月1日ダイヤ改正をもって特急「おおぞら」等の運用から外れ、うちキサロハ182形は全車が本所で長期保留車となったのち、2013年（平成25年）12月20日付で4両とも廃車となった。

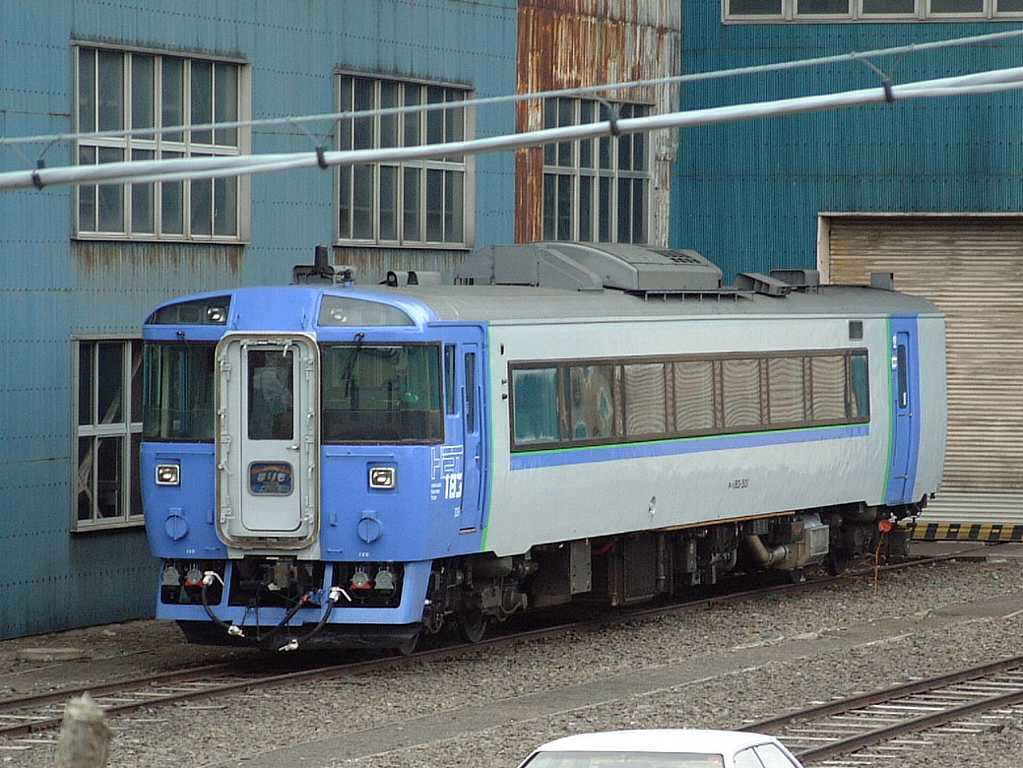
キハ183系
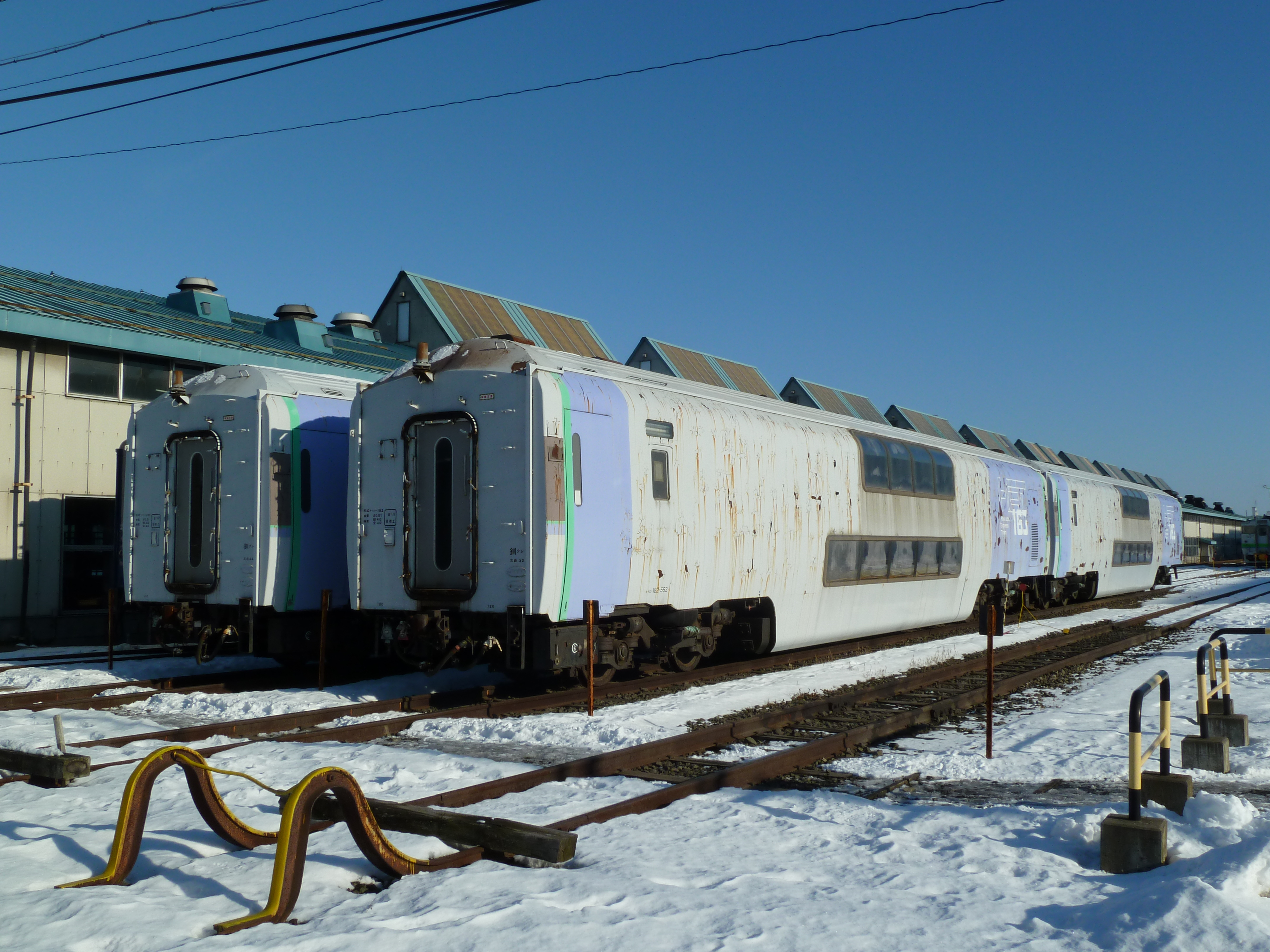
保留車となっていたキサロハ182形550番台

キハ283系気動車
特急「（スーパー）おおぞら」・「スーパーとかち」用として配置されていた。

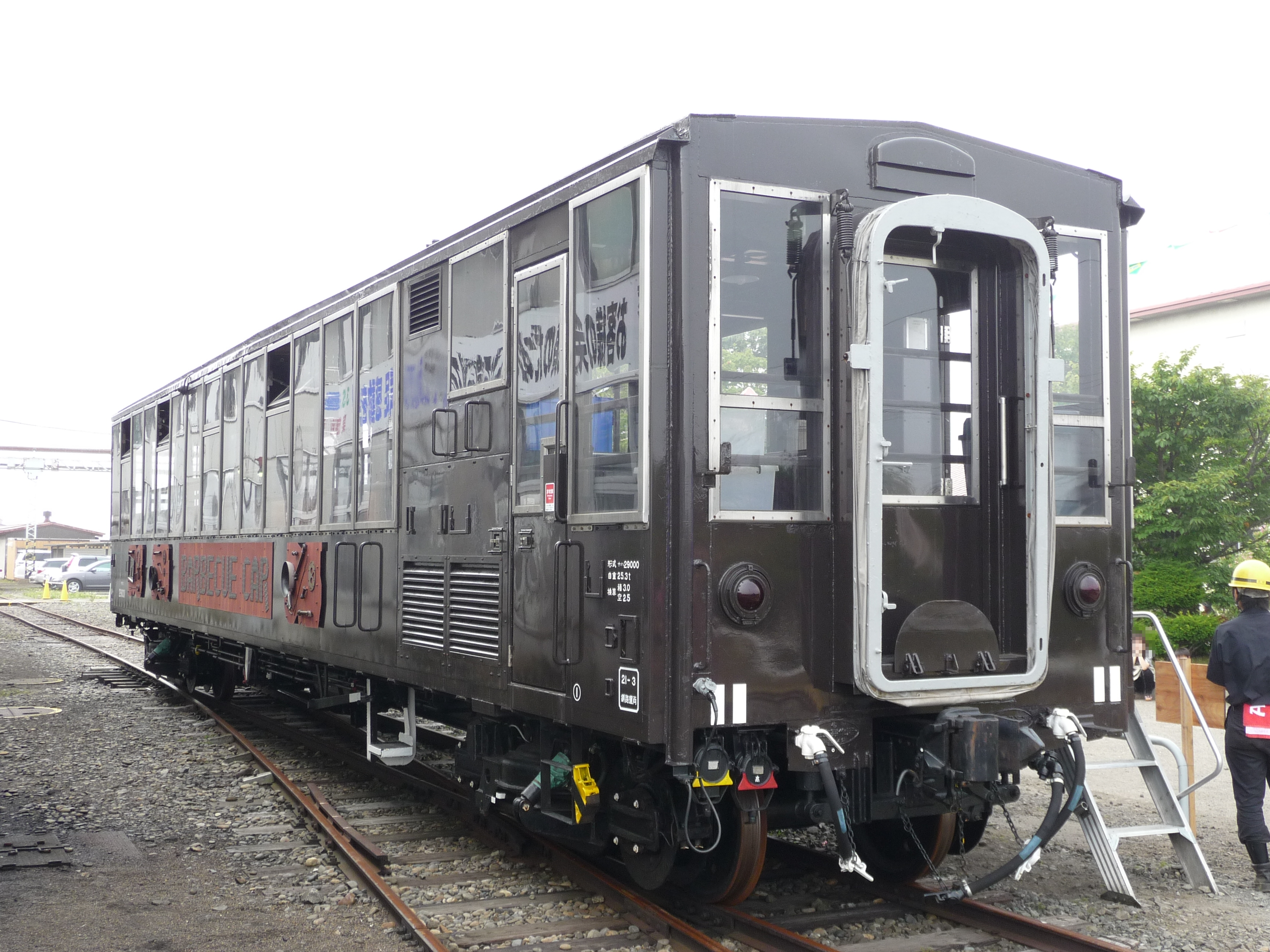
2007年（平成19年）度は、同年10月1日から10月22日にかけて31両（キハ283形11両(1・3・5・7・9・11・13・15・17・19・21)、キハ282形16両(1・3・5・7・101・103・105・107・109・111・2003・2005・2007・2009・3001・3003)、キロ282形4両(1・3・5・7)）が札幌運転所から転属した。特急「スーパーおおぞら」・「スーパーとかち」に充当。
- 2011年（平成23年）度は、同年5月27日に石勝線の清風山信号場で発生した脱線火災事故の影響により、同年6月30日付で6両（キハ283形2両(1・9)、キハ282形3両(1・101・3001)、キロ282形1両(7)）が罹災廃車となった。
- 2013年（平成25年）度は、同年11月1日のダイヤ変更に伴い、特急「スーパーとかち」の運用から撤退。
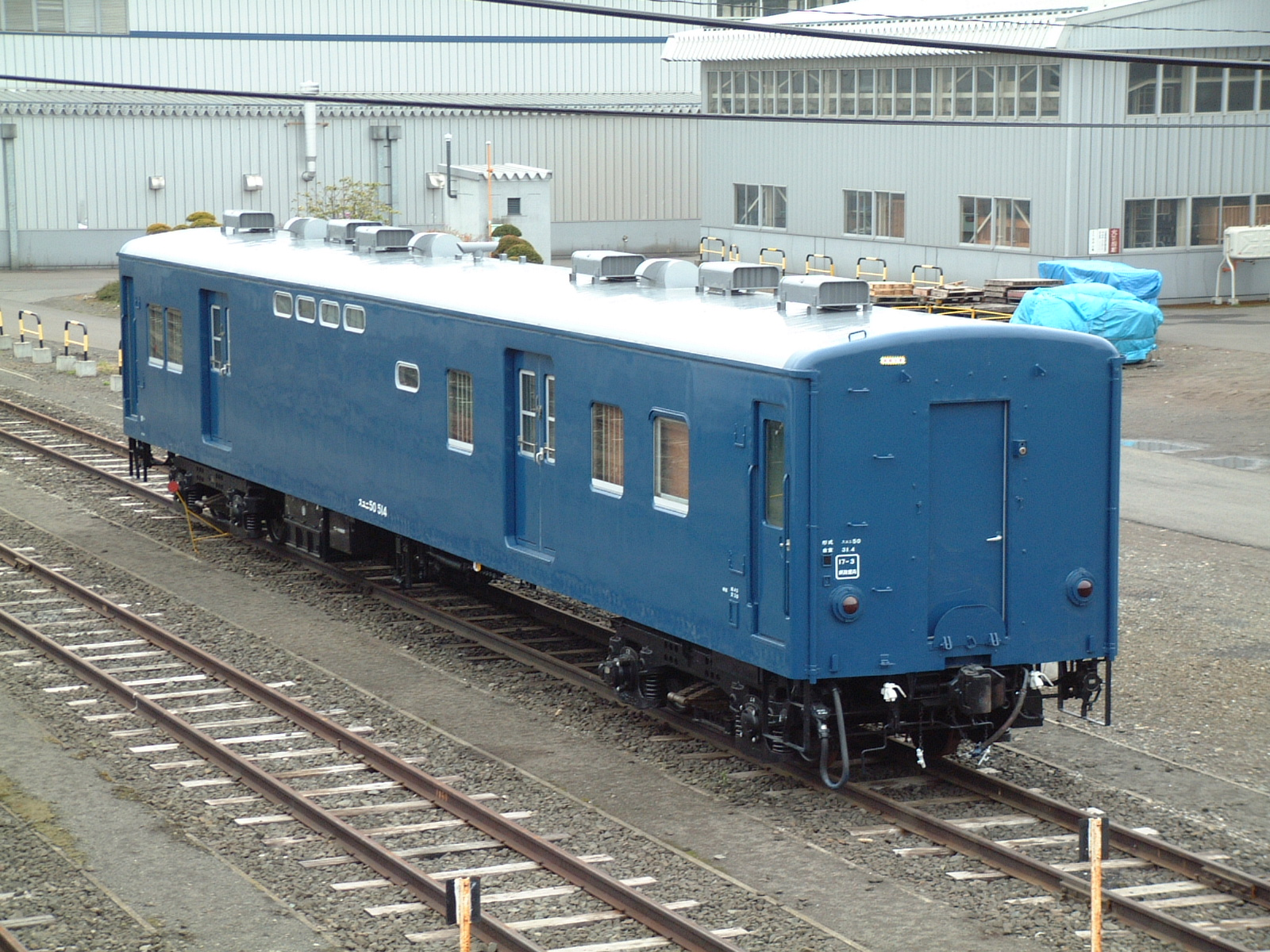
2019年（平成31年/令和元年）度は、2020年（令和2年）3月14日のダイヤ改正で特急「おおぞら」（「スーパーおおぞら」から改称）の3往復（下り3・5・11号／上り2・8・10号）がキハ261系1000番台に置き換えられた。これに伴い、同年3月14日 - 3月25日にかけて13両（キハ283形5両(12・14・16・18・20)、キハ282形7両(4・6・8・108・110・2006・2008)、キロ282形1両(8)）が札幌運転所から転入し、同年3月31日付で3両（キハ283形1両(3)、キハ282形1両(2003)、キロ282形1両(1)）が廃車された。
- 2020年（令和2年）度は、同年4月26日付でキロ282形1両(6)が札幌運転所から転入すると共に、同年4月26日 - 6月30日にかけて5両（キハ283形2両(5・7)、キハ282形4両(3・103・105・107・3003)）が廃車された。
- 2021年（令和3年）度は、2022年（令和4年）3月12日のダイヤ改正で特急「おおぞら」の全列車がキハ261系1000番台に置き換えられ、同列車での運用が終了した。これに伴い、同年2月11日から3月16日にかけて25両（キハ283形11両(11 - 21)、キハ282形14両(4 - 8・108 - 111・2005 - 2009)）が苗穂運転所へ転出し、同年3月31日付でキロ282形4両(3・5・6・8)が廃車されたため、配置がなくなった。

キハ40形気動車
2018年4月1日時点では700番台4両、1700番台26両の計30両が配置されていた。1700番台車は機関換装済み。
- 2018年（平成30年）度には、同年5月に700番台の1両（781）が廃車となった。
- 2019年（平成31年/令和元年）度には、1700番台の3両（1709・1723・1737）が旭川運転所へ転属された。
- 2020年（令和2年）度には、1700番台の1両（1772）が苫小牧運転所より転入し、1700番台の2両（1722・1797）が旭川運転所へ転出した。
- 2021年（令和3年）度には、700番台の3両（739・757・777）と1700番台の5両（1741・1754・1760・1765・1772）が廃車されたほか、1700番台の5両（1740・1751・1759・1775・1779）が旭川運転所へ転出した。
- 2022年（令和4年）度には、1700番台の6両（1738・1742・1752・1756・1768・1776）が廃車されたほか、1700番台の6両（1749・1755・1758・1766・1774・1778）が旭川運転所へ転出し、配置がなくなった。

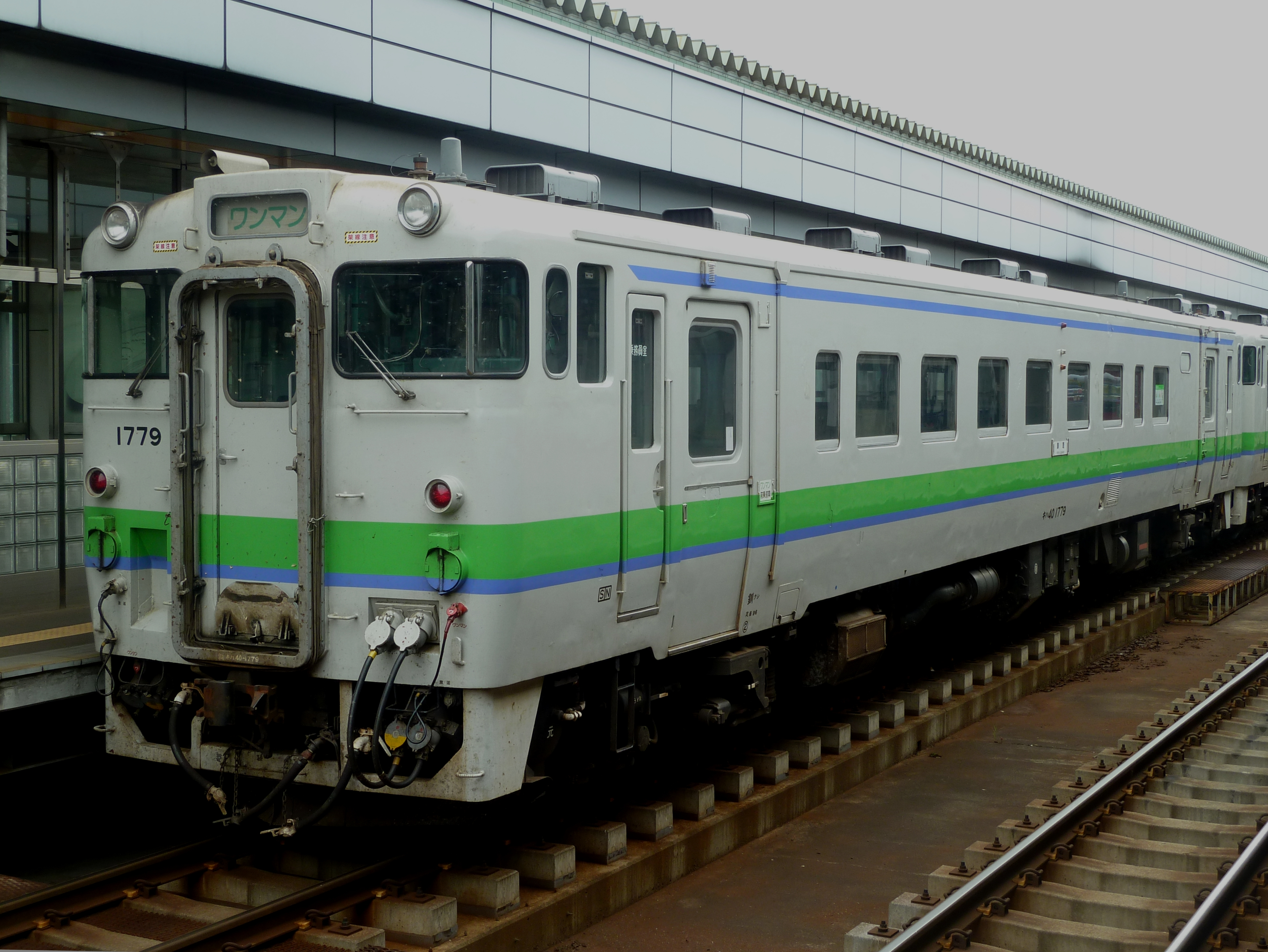
キハ40形（700・1700番台）

DE15形ディーゼル機関車
末期は2500番台の1両（2526号機）が配置されていたが、2016年（平成28年）4月30日付で廃車となった。主に除雪やイベント列車の牽引に使用された。
- DE15 2510
「湿原号」塗色
- DE15 2527
「ノロッコ号」塗色

DMV形
過去にDMV（デュアル・モード・ビークル）が配置されていた。911と912の2両が在籍したが、2009年度内に車籍を抹消された。事業用バスとしての車籍は網走バスの名義となっていた。
ナハ29000形客車
「バーベキューカー」仕様の1両 (29002) が配置されていたが、2018年3月31日付で廃車された。
スユニ50形客車
救援車代用として、1両 (514) が配置されていたが、2018年3月31日付で廃車された。
- ナハ29001
バーベキューカー
- スユニ50 514
救援車代用

ハテ8001
ワム181687を種車として「スタンディングトレイン」用の眺望客車（トロッコ車）に改造したもので、JRグループに在籍する唯一の二軸客車であった。2001年に同所で改造され、2013年12月20日をもって廃車となった。

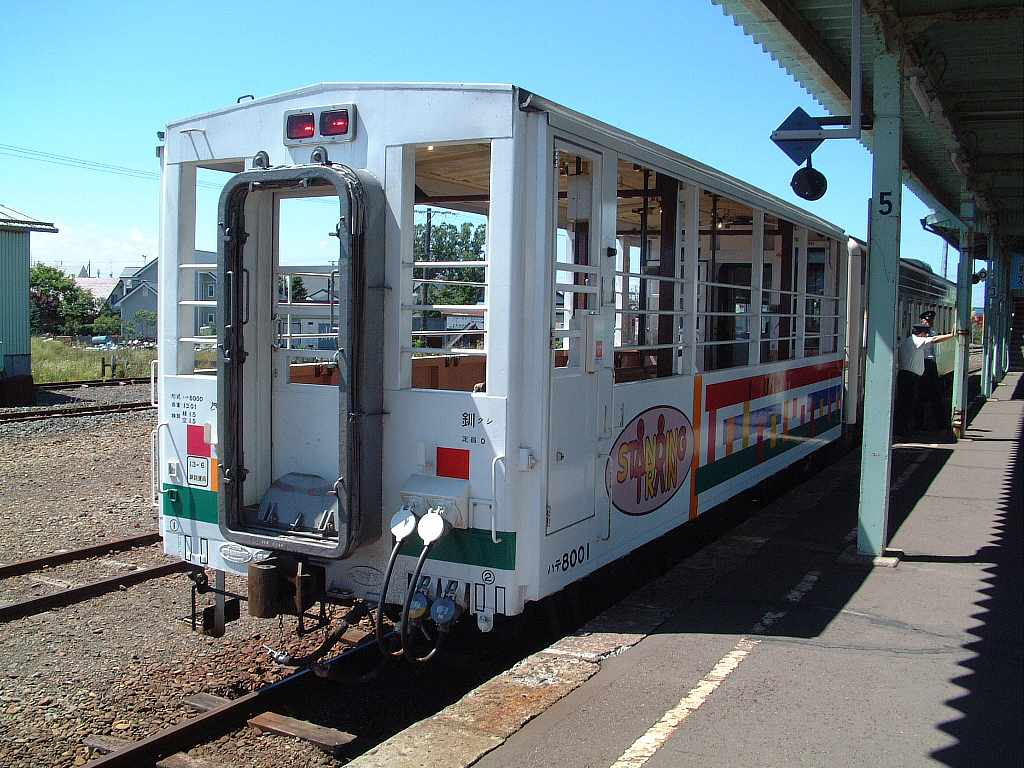
ハテ8000形（ハテ8001）

ホキ800形貨車
バラスト輸送用ホッパ車として、12両が配置されていたが、2016年6月20日と7月20日に廃車となり消滅した。
- ホキ1020
バラスト輸送用ホッパ車

ヨ3500形貨車
廃車当時最後の1両であった4350が配置されていた。車掌車であるが、専らイベント用途に用いられ、2016年7月20日付で廃車となった。

## 工場部門
車両の検査や修繕の他に、車両改造も行っている。鉄道車両に記入される記号は「KR」、「釧路運両」。1937（昭和12）年 国鉄9000形蒸気機関車の改造も行い中国大陸に輸出している。
旧・日本国有鉄道（国鉄）時代から各種車両の製造、改造、整備、廃車解体を行っている。北海道内で車両の製造ができる工場は苗穂工場・釧路工場の二箇所だけであった。
海峡線用のオハ50系の一部や札沼線用のキハ141系の一部もここで改造された。気動車の検査修繕が主であり、キハ54形の台車交換や前面強化工事、キハ40形の特別延命工事（1700番台化）も当車両所で行われている。

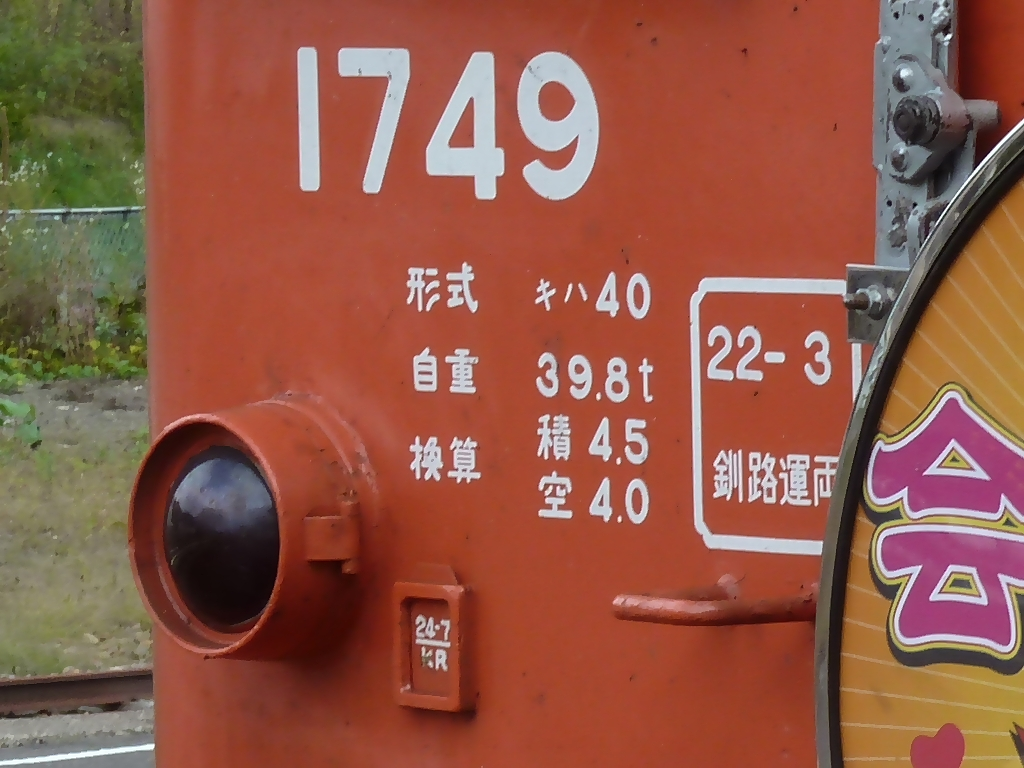
釧路運輸車両所で検査された車両の検査表記の例
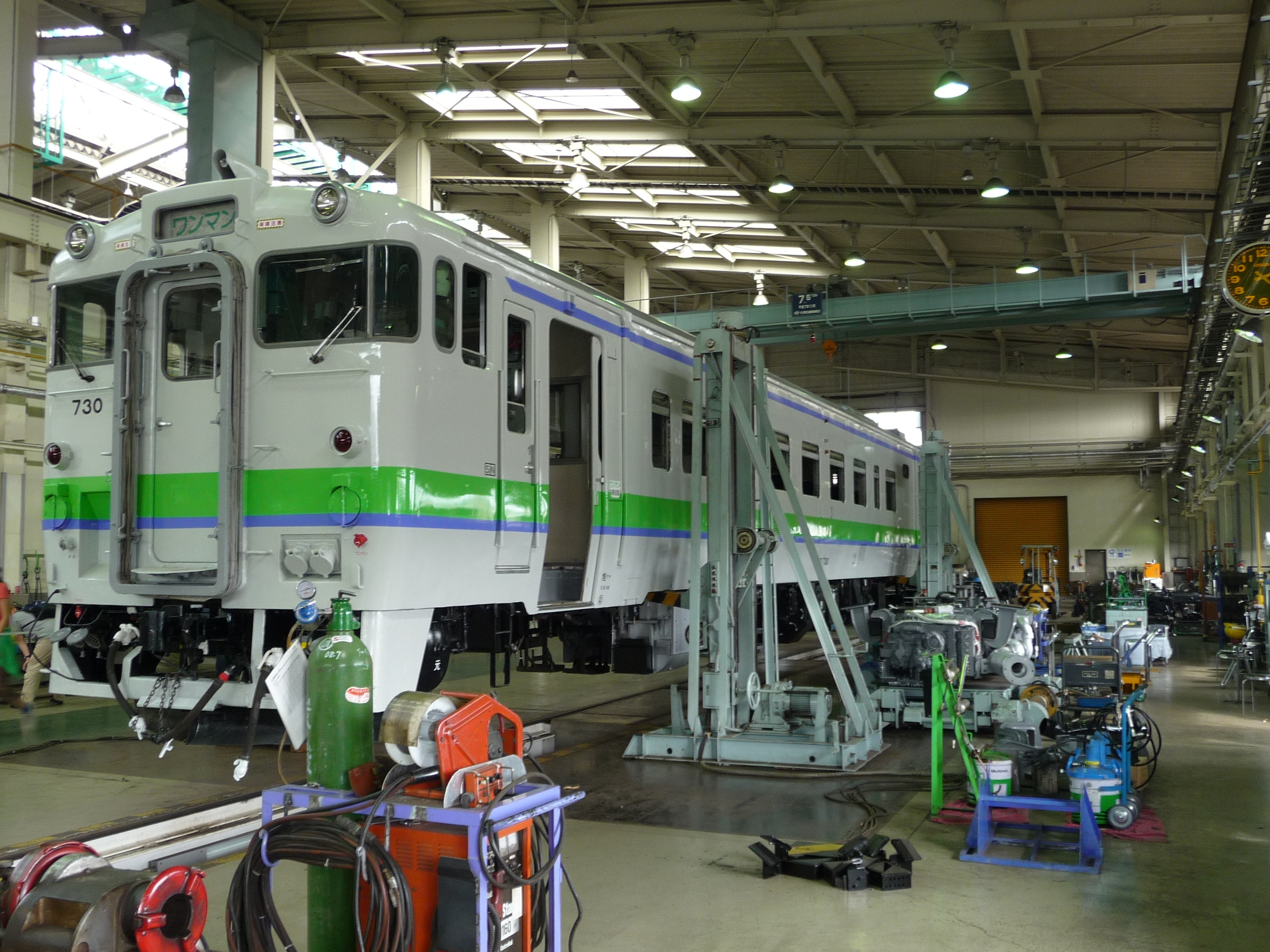
釧路運輸車両所で重要部検査を受ける、旭川運転所所属のキハ40形
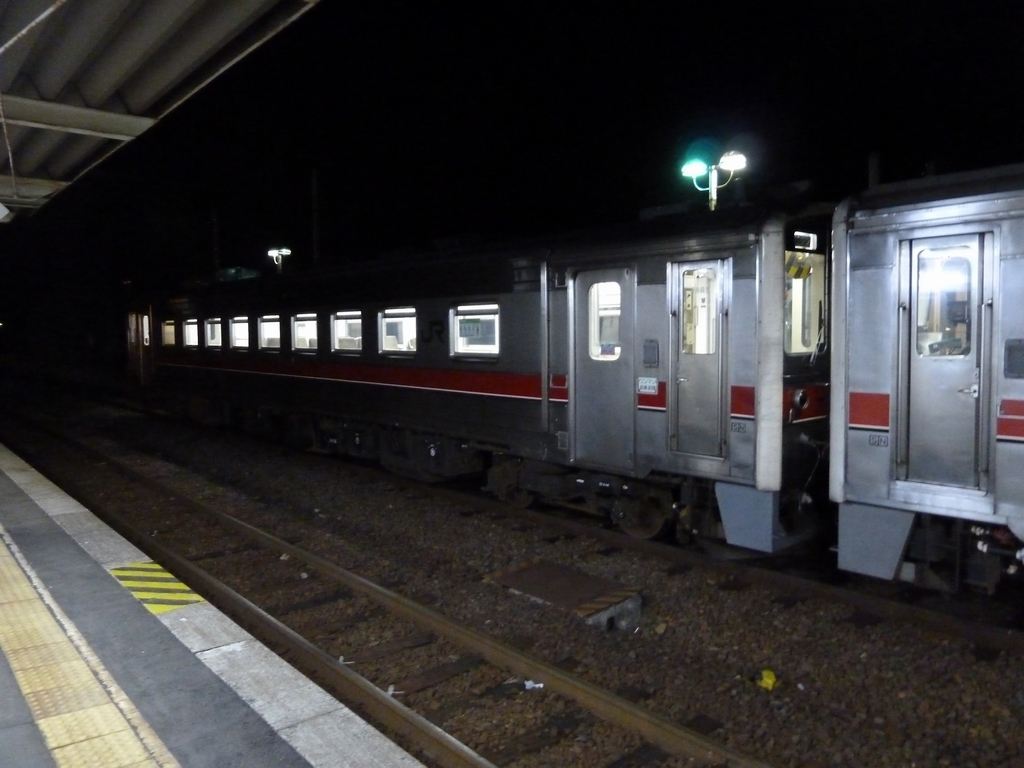
釧網本線経由で釧路運輸車両所まで回送される、旭川運転所所属のキハ54形気動車（釧網本線摩周駅にて）

## 運輸部門

### 車掌乗務範囲
- 普通列車
  - 根室本線：新得 - 根室間（臨時列車）
  - 釧網本線：東釧路 - 網走間（臨時列車）
  - 函館本線：手稲 - 札幌間（「ホームライナー」の一部）
- 優等列車
  - 特急「おおぞら」全列車：札幌 - 釧路間
  - 特急「とかち」1・3・5・6・8・10号：札幌 - 帯広間

### 運転士乗務範囲
- 根室本線 - 新得 - 根室間
- 釧網本線 - 東釧路 - 網走間

## 歴史

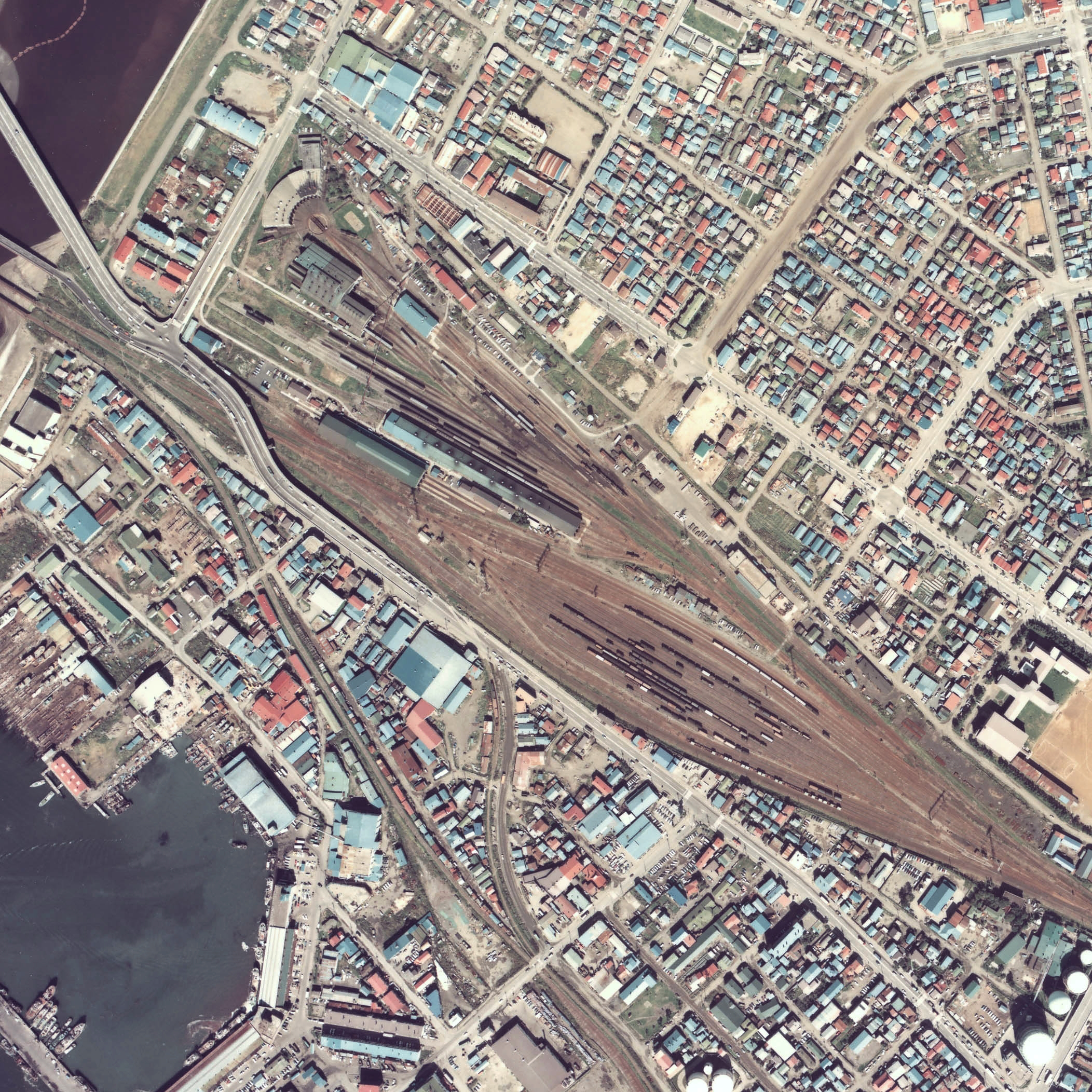
1977年の釧路機関区、客貨車区、および操車場。周囲約1km範囲。右が根室方面。

### 車両基地・乗務員
- 1901年（明治34年）7月20日 - 初代釧路駅（黒金町）に併設の釧路機関庫として開設[8]。
- 1917年（大正6年）12月1日 - 釧路駅が現在地に移転し、初代釧路駅は貨物駅の浜釧路駅となるが、機関庫などの付帯施設は全て残される。釧路機関庫を浜釧路機関庫に改称[8]。
- 1932年（昭和7年）3月1日 - 浜釧路機関庫を釧路機関庫に改称[8]。
- 1936年（昭和11年）9月1日 - 釧路機関庫を釧路機関区に改称[8]。
- 1937年（昭和12年）11月 - 9050形蒸気機関車（9064・9059）の中国大陸・華北・華中輸出向け機関車の特別改造を行う。
- 1938年（昭和13年） - ワム23000形貨車の製造を始める。
- 1940年（昭和15年） - 森林鉄道用B1タンク車、B1レアータンク車の製造を始める。
- 1950年（昭和25年）2月15日 - 初代浜釧路駅に釧路客貨車区設置[8]。
- 1953年（昭和28年）3月14日 - 初代浜釧路駅併設の釧路機関区が現在地の喜多町（当時は宝町）に移転[8]。
- 1959年（昭和34年）10月26日 - 新しい釧路客貨車区が現在地に完成。浜釧路駅から移転開始[8]。（移転完了は翌年12月26日[9]）
- 1960年（昭和35年）8月20日 - 現在地に隣接する宝町に新設された釧路操車場が使用開始[9]（それまでは釧路駅に下り仕訳線群、浜釧路駅に上り仕訳線群と分かれていたため作業性が悪く不経済であった[10]。）。
- 1979年（昭和54年）5月7日 - 釧路機関区改築[9]。
- 1984年（昭和59年）2月1日 - 帯広運転区池田支区の廃止[9]により、車両が池田から転属。
- 1986年（昭和61年）11月1日 - 現在地の釧路機関区および客貨車区が統合し釧路運転区となる[9]。
- 1987年（昭和62年）
  - 3月1日 - 釧路運転区を分割し、車両検修部門及び旅客関係乗務員部門が釧路運転所となり[9]、貨物関係乗務員部門が釧路機関区となる[11][12]。
  - 4月1日 - 国鉄分割民営化により釧路運転所が北海道旅客鉄道（JR北海道）釧路支社の所属となる。釧路機関区は日本貨物鉄道（JR貨物）の所属となる[13][注 1]。
- 1989年（平成元年）7月31日 - 二代目（貨）浜釧路駅が廃止[9]。貨物業務は新富士駅へ移管[9]。
- 1993年（平成5年）
  - 3月 - 普通列車ワンマン化に伴い、帯広車掌所を廃止。特急行路の大半を釧路車掌所に移管（一部は札幌車掌所へ移管）。
  - 10月20日 - 釧路操車場内で本線を海側外周から内陸側外周へ切替[9]。
- 1994年（平成6年）3月1日 - 釧路運転所と釧路車掌所を統合し釧路運輸所発足[9]。
- 1996年（平成8年）5月1日 - 釧路車両所が幸町から現在地へ移転すると同時に[注 2]、釧路運輸所と統合し釧路運輸車両所発足[9][14]。
- 2004年（平成16年）3月 - 花咲線運輸営業所から運転・検修部門を移管。
- 2009年（平成21年）3月 - 花咲線運輸営業所から車両を移管。ただし、花咲線運輸営業所に所属していた車両は当所所属車両と混合して同一の運用をされていた。

### 車両工場
- 1902年（明治35年）3月31日 - 釧路機関事務所設置[15]。
  - 4月10日 - 釧路機関事務所が工場（車両修繕）業務を兼務[15]。
- 1913年（大正2年）6月10日 - 旭川工場釧路派出所設置[15]。
- 1916年（大正5年）11月1日 - 旭川工場釧路派出所が釧路工場に昇格[8]。
- 1933年（昭和8年）5月12日 - 釧路工場が浪花町から幸町に新築移転[8]。
- 1942年（昭和17年）9月11日 - 初代（貨）浜釧路駅の釧路工場を釧路工機部に改称[8]。
- 1945年（昭和20年）7月14・15日 - 米軍の攻撃（空襲・艦砲射撃）により大被害[8]。
- 1950年（昭和25年）1月10日 - 釧路工機部が釧路工場に改称[8]。
- 1961年（昭和36年）7月20日 - （貨）浜釧路駅が黒金町から、釧路川のかつて幸町岸壁のあった幸町3丁目から同4丁目の敷地に移転新築される。釧路工場は旧敷地西側の幸町9丁目から同11丁目に残される。
- 1973年（昭和48年）9月1日 - 幸町の釧路工場が釧路車両管理所に改称[9]。
- 1985年（昭和60年）3月20日 - 幸町の釧路車両管理所が釧路車両所に改称[9]。
- 1987年（昭和62年）4月1日 - 国鉄分割民営化により北海道旅客鉄道が継承。
- 1996年（平成8年）5月1日 - 釧路車両所が幸町から現在地へ移転すると同時に[注 2]、釧路運輸所と統合し釧路運輸車両所発足[9][14]。
- 2003年（平成15年）9月1日 - 旭川運転所の移転により、旭川運転所所属の車両の整備の一部と廃車解体業務が移管される。

### 跡地
釧路地方合同庁舎・釧路市こども遊学館・日本銀行釧路支店およびジェイ・アール道東トラベルサービスが管理する駐車場になっている。